# Pastorie (Gieterveen)
De pastorie van de hervormde kerk van Gieterveen werd gebouwd in 1840. Het monumentale pand staat aan de Broek 5 in het Drentse dorp Gieterveen.

## Geschiedenis
De pastorie werd in dezelfde tijd, in de eerste helft van de 19e eeuw, gebouwd als de naast de pastorie gelegen eerste hervormde kerk van Gieterveen. Op 10 november 1839 werd toestemming van de koning verkregen om een eigen gemeente te stichten voor de bewoners van Gieterveen en Bonnerveen, die na de bouw van de kerk niet meer voor hun kerkgang op de kerk van Gieten waren aangewezen.

## Beschrijving

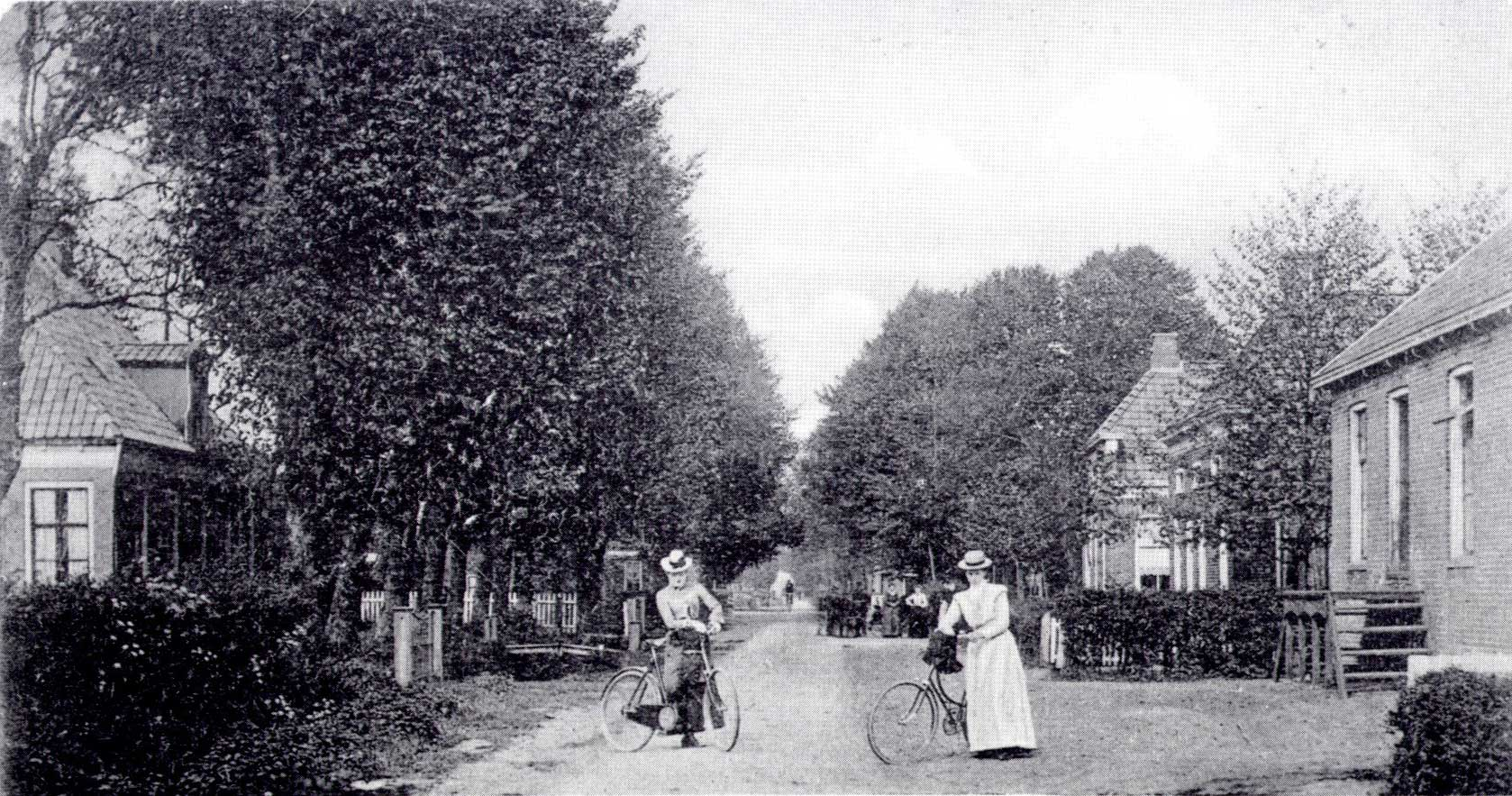
Gieterveen omstreeks 1905, links de pastorie

De pastorie werd gebouwd in een ambachtelijke, traditionele stijl. Het gebouw van het zogenaamde dwarshuistype verkeert niet meer geheel in de oorspronkelijke staat. De dakkapellen aan de voor- en achterzijde dateren uit een later tijd. Ook de raampartijen en de entree hebben in de loop der tijd wijzigingen ondergaan. De voorgevel is symmetrisch opgebouwd met de entree in het midden met aan beide zijden twee grote vensters. De dakkapel aan de straatzijde bezit twee vensters. Boven de vier vensters op de beneden verdieping is een zogenaamde hanenkamconstructie toegepast. De schoorstenen op het schilddak zijn bij een eerdere aanpassing van de woning afgebroken. Aan de linkerzijde van de woning is een serre aangebouwd.
De pastorie is erkend als een provinciaal monument onder meer vanwege de cultuurhistorische-, civieltechnische- en stedenbouwkundige waarde. De tuin voor het pand met de vier afgeknotte linden en het muurtje als afscheiding naar de straat maken deel uit van het monumentale geheel. Het gebouw toont de manier waarop een kerkelijke dienstwoning in de 19e eeuw in het veenkoloniale deel van de provincie Drenthe vorm heeft gekregen. Vooral ook de samenhang met de naast gelegen hervormde kerk (rijksmonument) en het kleine Kerkje aan de overzijde (provinciaal monument) verlenen aan dit een totaal een bijzondere ensemblewaarde.